# Przeróbka kopalin

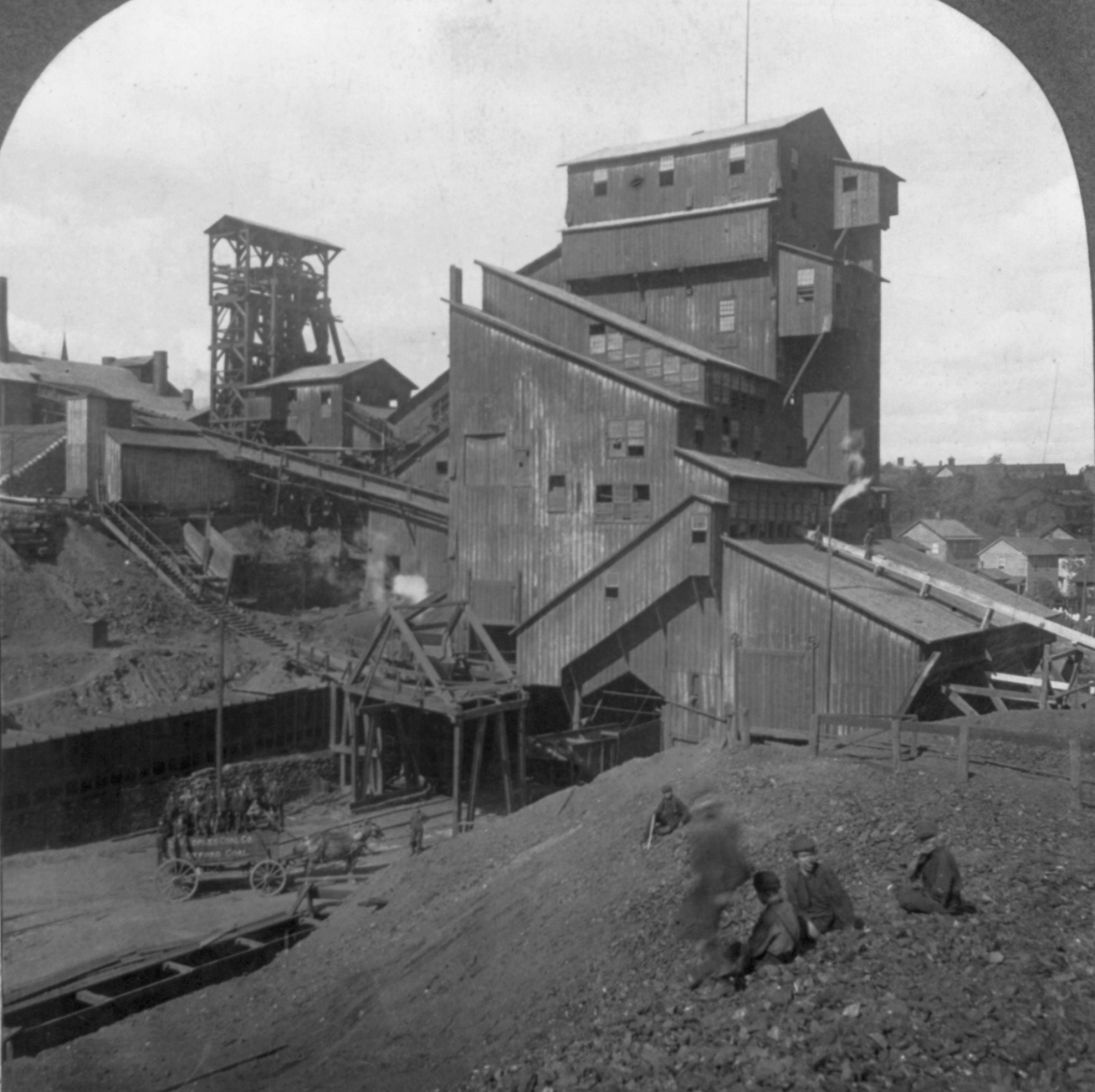
Zakład rozdrabniania węgla w kopalni antracytu w pobliżu Scranton, Pensylwania, USA, fot. 1905 r.

Przeróbka kopalin (mineralurgia, inżynieria mineralna) – jedna z podstawowych gałęzi technologii i techniki górnictwa.
Jej zadaniem jest uszlachetnienie wydobytych kopalin surowych i przystosowanie ich do dalszego użytkowania. Wydobyta ze złoża kopalina użyteczna wymaga odpowiedniego przygotowania, polegającego na maksymalnym zwiększeniu zawartości składnika użytecznego.
| Proces przeróbczy            | Urządzenia |
| ---------------------------- | --- |
| Klasyfikacja                 | przesiewacze, klasyfikatory hydrauliczne, hydrocyklony, wirówki klasyfikujące |
| Wzbogacanie                  | wzbogacalniki z cieczą ciężką, hydrocyklony, osadzarki, flotowniki, wzbogacalniki strumieniowe, maszyny i urządzenia rozmywające, wzbogacalniki doi wzbogacania fluidyzacyjnego, wzbogacalniki elektryczne, wzbogacalniki magnetyczne, urządzenia do wzbogacania ogniowego, inne wzbogacalniki |
| Procesy kruszenia i mielenia | kruszarki, młyny |
| Brykietowanie                | maszyny do brykietowania |
| Spiekanie i grudkowanie      | maszyny do spiekania i grudkowania |
| Sedymentacja                 | klarowniki zagęszczacze |
| Odwadnianie:                 | |
|                              | odwadniacze w polu sił grawitacyjnych - zbiorniki obciekowe - przenośniki kubełkowe - sita stałe - klasyfikatory mechaniczne - zagęszczacze promieniowe - osadniki ziemne - osadniki cykliczne                                                                                                 |
|                              | odwadniacze w ośrodku drgającym - przesiewacze o sitach płaskich - przesiewacze o sitach krzywoliniowych |
|                              | odwadnianie w polu sił odśrodkowych - maszyny o przegrodach sit nieruchomych - maszyny o przegrodach sit ruchomych (wirówki) |
|                              | odwadnianie przy wykorzystaniu różnicy ciśnień (nadciśnieniowe i podciśnieniowe) - filtr płaski nieruchomy - filtry taśmowe - filtry bębnowe |
|                              | podciśnieniowe (filtry) - bębnowe - tarczowe - talerzowe |
|                              | nadciśnieniowe - prasy ciśnieniowe |
| Suszenie (suszarki)          | bębnowe fluidalne pneumatyczne kaskadowe |